# Pierre Genton
Pour les articles homonymes, voir Genton.
Pierre Genton, né le 5 octobre 1924 à Lyon et mort le 11 février 2004 à Lyon, est un architecte français, ancien élève de l'école nationale supérieure des beaux-arts. Il a travaillé et a été formé par Auguste Perret puis par Le Corbusier.

## Projets réalisés
- L'église Notre-Dame de Lourdes de Bron-les-Essarts (1961).
- Église de la Sainte-Trinité de Lyon, 111 avenue Jean-Mermoz 69008 Lyon, (1962)[4],[5].
- L'église du Centre Notre-Dame du Roucas (1963)[4],[3].
- L'église Notre-Dame-de-Balmont de La Duchère devenue Ciné Duchère (1964)[4].
- L'église de Sainte-Marie aux Mines (1965).
- L'église de l'Immaculée Conception de La Grand-Croix (1965)[4].
- L'église Saint-Roch à Gap (1967)
- Le centre paroissial de Notre-Dame Espérance à Villeurbanne.
- Le centre paroissial de Notre-Dame Espérance à Illfurth.
- Le monastère de la Visitation à Vaugneray (1966).
- Le couvent Saint-Joseph à Aubenas (1965).
- Syndicat Général des Entrepreneurs de BTP à Villeurbanne (1968)[4],[6].
- Maison individuelle à Collonges-au-Mont-d'Or (1968).
- Maison individuelle à Saint-André-la-Côte (1974).

## Articles
- André Ravéreau et Pierre Genton, « Le Mzab, une leçon d’architecture », Techniques et Architecture, Paris, 10e série, n° 7-8, juillet 1951.